# Enfilade (Militär)
Als Enfilade, auch Conversion, wird ein Verfahren im Feuerkampf des mit Feuerwaffen ausgerüsteten Teils der Infanterie in der frühen Neuzeit bezeichnet. Dabei gingen die Schützen nach dem Schuss in einer oder zwei Reihen (französisch en file) außen um die Formation herum und reihten sich hinter ihr zum Nachladen wieder ein. Das Verfahren wurde etwa ab Ende des 16. Jahrhunderts eingesetzt und entwickelte sich zu einer der wichtigen Kampfformen der Arkebusiere und Musketiere  bis weit ins 17. Jahrhundert hinein.

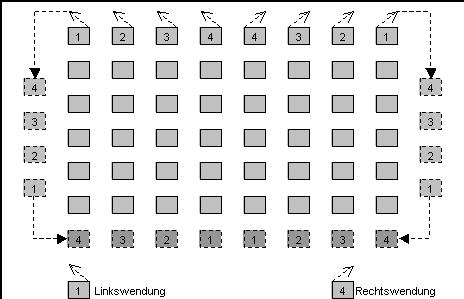
Die Enfilade

Bei diesem Verfahren stellten sich die Schützen in geschlossenen Reihen bis zu zehn Mann hintereinander und bis zu zehn Mann nebeneinander auf, der Abstand zur benachbarten Abteilung betrug jeweils fast 2 m. Die Vordermänner der Reihen gingen bei Kampfbeginn ein kleines Stück nach vorne und feuerten ihre Arkebusen oder Musketen ab. Anschließend marschierten sie außen durch die Gassen nach hinten, während die zweiten in der Reihenfolge in die Feuerstellung gingen und alle anderen nachrückten. Dann stellten sich die zweiten hinten an, und die dritten feuerten, und so weiter. Wenn alle einmal geschossen hatten, hatten die ersten Schützen im Normalfall genug Zeit gehabt, ihren Vorderlader wieder schussbereit zu machen. 
Eine andere Form des Schützenwechsels ist der Kontermarsch (Contremarche). Bei gleicher Anzahl der Schützen war die Aufstellung der Schlachtordnung bei Anwendung des Kontermarsches wesentlich breiter. Dafür konnte der Kontermarsch auch offensiv verwendet werden, während die Enfilade ein beständiges langsames Zurückgehen der Gesamtformation darstellte.
Diese Kampfweisen ermöglichten also scheinbar ständiges Feuer. Gleichzeitig erhöhte die Anordnung allerdings auch die Trefferquote für gegnerisches Feuer. Bei symmetrischer Aufstellung ergibt sich entsprechend hoher Blutzoll mit Geländeverlust (Enfilade) oder geringem Geländegewinn (Contremarche).

## Ursprung
Die Enfilade wurde im Rahmen der nassauischen Reformen von Johann dem Mittleren von Nassau-Siegen und seinem Vetter Prinz Moritz von Oranien um 1580 entwickelt. Damit entsprachen sie dem Bedürfnis, die geringe Feuerkraft der Musketen wegen des langen Nachladevorgangs optimal auszunutzen und möglichst ständig feuerbereite Schützen in der Front zu haben. In seinen Observationes beschrieb Johann der Mittlere das Verfahren mit eigenen Worten wie folgt:

„Mitt den flügeln wirt es nachfolgender gestalt gehalten. Die musketirer werden negst an die doppelsoldner (gesichert), weil es ein schwerer gewehr ist und gemeiniglich die besten soldaten, doch wirt ein gass zwischen ihnen und den schutzen so neben ihnen stehen gelassen, welche so weit ist, das wan sie gliederweiss geschossen haben, sich durch derselbe gasse schwencken, wieder laden und also ein gliedt das ander ersetzen kann.“